# چهل و دومین دوره جوایز بفتا
چهل و دومین دوره جوایز بفتا در سال ۱۹۸۹ در لندن بریتانیا برگزار شد که جان کلیز، برنده بهترین بازیگر نقش اول مرد و مگی اسمیت، برنده بهترین بازیگر نقش اول زن شد. آخرین امپراتور در ۱۱ رشته نامزد دربافت جایزه شد که توانست در ۳ بخش به همراه فیلم امپراتوری خورشید به جایزه برسد.

## نامزدی‌ها و جوایز
| بهترین فیلم | بهترین کارگردانی |
| --- | --- |
| آخرین امپراتور - خداحافظ بچه‌ها - ضیافت بابت - ماهی به نام وندا                                                                  | لویی مال – خداحافظ بچه‌ها - گابریل اکسل – ضیافت بابت - چارلز کریچتون – ماهی به نام وندا - آخرین امپراتور – برناردو برتولوچی |
| بهترین بازیگر نقش اول مرد | بهترین بازیگر نقش اول زن                                                                                                   |

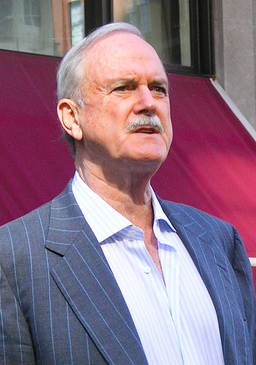
جان کلیز، برنده بهترین بازیگر نقش اول مرد

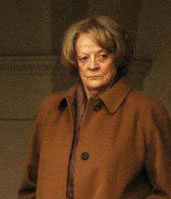
مگی اسمیت، برنده بهترین بازیگر نقش اول زن

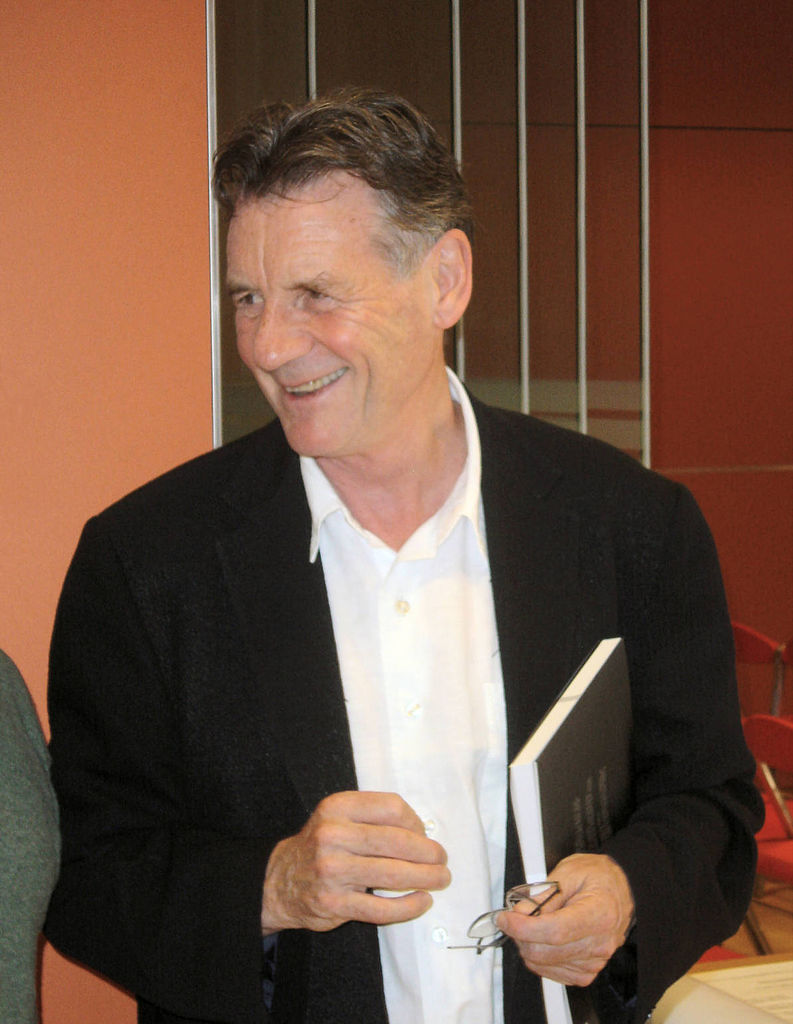
مایکل پیلین، برنده بهترین بازیگر نقش مکمل مرد

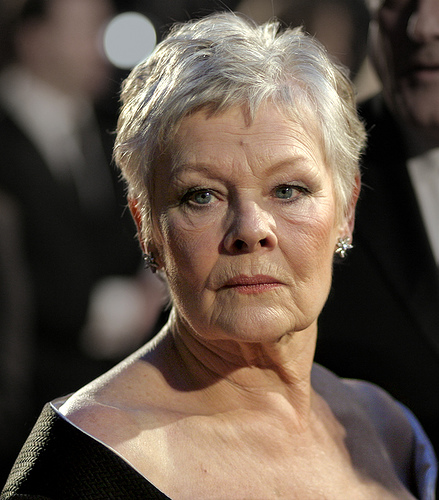
جودی دنچ، برنده بهترین بازیگر نقش مکمل زن

| جان کلیز – ماهی به نام وندا - مایکل داگلاس – جذابیت مرگبار - کوین کلاین – ماهی به نام وندا - رابین ویلیامز – صبح به خیر، ویتنام | مگی اسمیت – مصائب تنها از جودیت هرنه - جیمی لی کرتیس – ماهی به نام وندا - شر – ماه‌زده - استفان اودران – ضیافت بابت         |
| بهترین بازیگر نقش مکمل مرد | بهترین بازیگر نقش مکمل زن                                                                                                  |
| مایکل پیلین – ماهی به نام وندا - پیتر اوتول – آخرین امپراتور - جاس آکلند – بلای سفید - دیوید سوشی – یک دنیا فاصله               | جودی دنچ – رقص در غبار - آن آرچر – جذابیت مرگبار - ماریا آیتکن – ماهی به نام وندا - المپیا دوکاکیس – ماه‌زده                |
| فیلم‌نامه اوریجینال | فیلم‌نامه اقتباسی |
| یک دنیا فاصله - ماهی به نام وندا - ماه‌زده - خداحافظ بچه‌ها                                                                       | سبکی تحمل‌ناپذیر هستی - ضیافت بابت - امپراتوری خورشید - چه کسی برای راجر رابیت پاپوش دوخت؟                                  |
| بهترین فیلمبرداری | طراحی لباس |
| امپراتوری خورشید - چه کسی برای راجر رابیت پاپوش دوخت؟ - ضیافت بابت - آخرین امپراتور                                             | آخرین امپراتور - امپراتوری خورشید - خیاط زنانه - بلای سفید                                                                 |
| بهترین ویرایش فیلم | بهترین گریم و آرایش مو |
| جذابیت مرگبار - ماهی به نام وندا - آخرین امپراتور - چه کسی برای راجر رابیت پاپوش دوخت؟                                          | آخرین امپراتور - پلیس آهنی - رقص در غبار - بیتل‌جوس                                                                         |
| بهترین طراحی تولید | بهترین صدا |
| تاکر: مرد و رؤیای او - چه کسی برای راجر رابیت پاپوش دوخت؟ - آخرین امپراتور - امپراتوری خورشید                                   | امپراتوری خورشید - صبح به خیر، ویتنام - پرنده - آخرین امپراتور                                                             |
| بهترین جلوه‌های ویژه تصویری | |
| چه کسی برای راجر رابیت پاپوش دوخت؟ - بیتل‌جوس - پلیس آهنی - آخرین امپراتور                                                       | |